# Elisa Spiropali
Elisa Spiropali, née le 15 mars 1983 à Tirana (Albanie), est une femme politique albanaise, présidente de l'Assemblée d'Albanie depuis 2024.
Elle est ministre des relations avec l'Assemblée de 2019 à 2024.

## Situation personnelle

### Vie privée
Elisa Spiropali est mariée et a une fille, Nalta et un fils,.

## Carrière politique
Elisa Spiropali a commencé sa carrière politique en 2009. Après être devenue membre du Parti socialiste, elle a été nommée pendant une courte période directrice générale des douanes, puis porte-parole de la présidence du parti[réf. souhaitée]. Elle a été élue députée au Parlement albanais à la suite des élections générales de 2013.
Le 17 janvier 2019, elle reprend le poste vacant de ministre d'État aux relations avec le Parlement, qui était auparavant occupé par Ermonela Felaj[réf. souhaitée].
En 2024 elle devient présidente de l'Assemblée d'Albanie à la suite du retrait de Lindita Nikolla pour raison de santé, et sur proposition du Premier ministre Edi Rama.